# آنترابنیتس شواندگرابن
آنترابنیتس شواندگرابن (به آلمانی: Unterrabnitz-Schwendgraben) یک منطقهٔ مسکونی در اتریش است که در ناحیه اوبرپولندورف واقع شده‌است. آنترابنیتس شواندگرابن ۶۵۵ نفر جمعیت دارد.